# Ivania Wong
Pour les articles homonymes, voir Wong.
Pas d'image ? Cliquez ici

a Compétitions nationales et continentales officielles uniquement.

b Matchs officiels uniquement.
Dernière mise à jour le 12 avril 2025.
Ivania Wong, née le 23 septembre 1997 à Rabaul (Papouasie-Nouvelle-Guinée), est une joueuse internationale australienne de rugby à XV évoluant au poste d'ailier. Licenciée au Sunnybank Rugby, elle joue le Super Rugby avec les Queensland Reds.

## Biographie
Ivania Wong naît le 23 septembre 1997 à Rabaul en Papouasie-Nouvelle-Guinée. Sa famille émigre en Australie alors qu'elle a huit ans. Dès l'école primaire, elle s'essaie à tous les sports qui sont pour elle la meilleure façon de se faire des amis. Elle commence la pratique du rugby à XV au Sunnybank Rugby à quinze ans, poussée par une amie.
Elle joue pour les Queensland Reds dès leur création en 2018. En 2021, elle est intégrée au groupe des « Joueuses d'intérêt national » mais n'est pas appelée avec les Wallaroos, ce qu'elle vit mal.
En 2022, après une brillante saison de Super Rugby Women's, elle est finalement sélectionnée en équipe nationale, une nouvelle accueillie avec beaucoup de larmes. Elle devient internationale contre les Fidji. Elle compte cinq sélections en équipe d'Australie quand elle est retenue en septembre 2022 pour disputer la Coupe du monde en Nouvelle-Zélande. Elle se blesse après le match d'ouverture contre les Black Ferns et ne rejoue plus de la compétition.
En 2023, elle joue sa quatrième finale de Super Rugby Women's, pour une nouvelle défaite face au Fijiana Drua. Elle reste dans le groupe des Wallaroos, disputant la Pacific Four Series, la O'Reilly Cup ainsi que le WXV.
Blessée lors du dernier match de la tournée des Queensland Reds au Tonga (fracture du péroné), elle n'est pas disponible pour jouer la Pacific Four Series ni le WXV.

## Palmarès
- Finaliste du Super Rugby Women's en 2018, 2019, 2021, 2023 et 2025.